# Юдит Тюрингска
Юдит Тюрингска (Юта) (на немски: Judith von Thüringen; на чешки: Judita Durynská) от рода Лудовинги е кралица на Бохемия от 1158 до 1172 г.

## Произход
Родена е около 1130/1135 година вероятно в замъка Вартбург в Айзенах. Дъщеря е на Лудвиг I († 1140), първият ландграф на Тюрингия, и съпругата му Хедвиг фон Гуденсберг (1098 – 1148) от рода Гизони, дъщеря и наследничка на гауграф Гизо IV († 1122). Внучка е по бащина линия на граф Лудвиг Скачащия († 1123). Сестра е на ландграф Лудвиг II Железния (1128 – 1172) и на граф Хайнрих Распе II фон Гуденсберг (1130 – 1155/1157).

## Кралица на Бохемия
Юдит Тюрингска се омъжва през 1153 г. за бохемския херцог Владислав II († 1174), от 1158 г. крал на Бохемия от династията Пршемисловци. Той е с двадесет години по-стар, вдовец от две години след като почива първата му съпруга Гертруда фон Бабенберг (* 1120, † 1150), дъщеря на маркграф Леополд III фон Бабенберг и Агнес фон Вайблинген, и има от нея четири деца. Юдит е втората му съпруга и му ражда четири деца:
- Отокар I Пршемисл (1155 – 1230), крал на Бохемия (1198 – 1230)
- Владислав III (1160/65 – 1222), херцог на Бохемия
- Рикса, Рихеза Чешка († 19 април 1182), омъжена 1177 г. за Хайнрих Стари (1158 – 1223), 1-ви херцог на Мьодлинг, син на австрийския херцог Хайнрих II Язомиргот (1107 – 1177) и Теодора Комнина[1]
- Агнес.

Юдит помага на сина си Отокар I Пршемисл, но често има конфликти със заварените си деца. Въвежда западната култура. Тя замества съпруга си, когато отсъства. С Владислав II основава множество манастири. През 1160-те години е построен първият каменен мост над Вълтава, наречен на нея (Юдитин мост, Juditin most; днес на негово място стои Карлов мост).
През 1172 г. Владислав II без одобрението на император Фридрих Барбароса се отказва от трона в полза на сина си херцог Фридрих и трябва да емигрира в чужбина.

## Следващи години
Юдит придружава съпруга си в Тюрингия. Владислав II умира след две години в нейния сватбен чифлик Меране в Саксония.
Юдит умира след 1174 година на около 75 или 80 години. Погребана е в църквата на основания от нея манастир в Теплице в Чехия.